# 6. Sinfonie (Vaughan Williams)

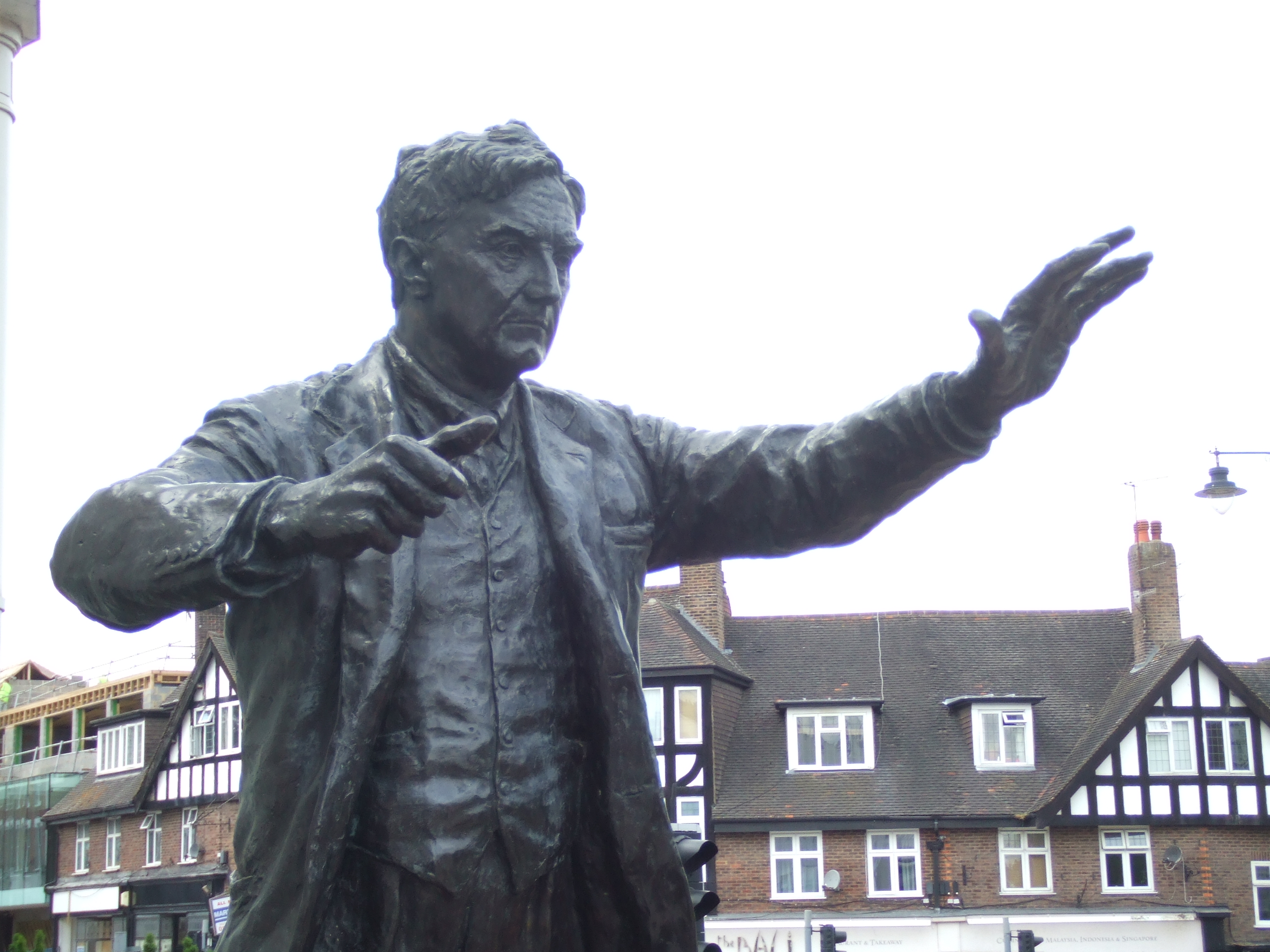
Statue von Ralph Vaughan Williams in Dorking

Die 6. Sinfonie e-Moll des englischen Komponisten Ralph Vaughan Williams (1872–1958) wurde 1948 in London unter Leitung des Dirigenten Adrian Boult uraufgeführt.

## Entstehung und Uraufführung
1944, ein Jahr nach der Uraufführung seiner 5. Sinfonie, begann Ralph Vaughan Williams mit der Arbeit an seiner 6. Sinfonie. In diese floss ursprünglich für den britischen Kriegsfilm The Flemish Farm (1943) gedachtes thematisches Material ein, das dort jedoch keine Verwendung gefunden hatte. Im März fand 1947 eine erste Klavierhauptprobe statt. Vaughan Williams war von der Klavierversion des Pianisten Michael Mullinar so angetan, dass er ihm das Werk widmete. Die 6. Sinfonie wurde am 21. April 1948 unter Leitung von Adrian Boult vom BBC Symphony Orchestra in der Londoner Royal Albert Hall uraufgeführt. In den folgenden zwei Jahren erlebte sie rund 100 Aufführungen. 1950 revidierte Vaughan Williams das Werk nochmals.

## Besetzung, Spieldauer und Charakterisierung
Die Partitur sieht folgende Besetzung vor: 2 Flöten, Piccoloflöte, 2 Oboen, Englischhorn, 2 Klarinetten, Tenorsaxophon, Bassklarinette, 2 Fagotte, Kontrafagott, 4 Hörner, 3 Trompeten, 3 Posaunen, Tuba, Pauken, Schlagwerk (Kleine Trommel, Große Trommel, Becken, Xylophon), Harfe und Streicher.
Die Spieldauer der Sinfonie liegt bei etwa 33 Minuten. Nach der eher pastoral-abgeklärten 5. Sinfonie greift Vaughan Williams in seiner 6. in mancher Hinsicht wieder auf den leidenschaftlichen, dissonanzreichen Gestus der 4. Sinfonie zurück. Dies gilt allerdings nur für die ersten drei Sätze, der vierte öffnet einen gänzlich anderen Ausdrucksbereich. 
Die vier pausenlos ineinander übergehenden Sätze sind folgendermaßen überschrieben:
1. Allegro
2. Moderato
3. Scherzo: Allegro vivace
4. Epilogue: Moderato

1. Satz
Im ersten Satz, der heftig beginnt und – nach zwischenzeitiger Beruhigung und einem pastoralen Tranquillo-Abschnitt – auch schroff endet, werden die Tonarten e-Moll und f-Moll überlagert. Erst nach 20 Takten erscheint ein klar erkennbares Thema.
2. Satz
Durch den düster gefärbten zweiten Satz zieht sich ein Drei-Noten-Motiv der Trompeten und Trommeln, das wie eine bedrohliche Reminiszenz an den Satz „Mars, the Bringer of War“ aus der Suite Die Planeten von Gustav Holst wirkt. Das Englischhorn leitet in den dritten Satz über.
3. Satz
Im wild-erregten Scherzo spielt das Tritonus-Intervall eine wichtige Rolle. Im Mittelteil kommt das Tenorsaxophon mit jazzartigen Elementen zur Geltung. Die Überleitung zum Finale liegt in der Bassklarinette.
4. Satz
Das Finale ist ein langsamer, durchgängig pianissimo mit der Vorgabe senza crescendo (also ohne Crescendo) zu spielender Satz. Seine von den Turbulenzen der drei vorangehenden Sätze völlig unberührt scheinende Ausdruckssphäre, in der Themen nur schemenhaft greifbar werden, veranlasste Kritiker zur Vermutung, er entwerfe das Bild der von einem Nuklearkrieg verwüsteten Welt. Ralph Vaughan Williams wies dies allerdings zurück und benannte als Inspiration einen kurzen Abschnitt aus Der Sturm von Shakespeare: „We are such stuff / As dreams are made on, and our little life / Is rounded with a sleep“ („Wir sind aus Stoff, aus dem die Träume sind; und unser Leben rundet sich im Schlaf“).